# Gillis
Gillis är i Sverige främst ett förnamn och en svensk ombildning av det latinska namnet Gilius som härstammar från det grekiska namnet Aegidius eller Egidius som kan betyda barn, getskinn eller pansar. 
Äldsta belägg i Sverige är från år 1570[källa behövs]. 
Den 31 december 2012 fanns det totalt 1 764 personer i Sverige med namnet, varav 431 med det som förstanamn/tilltalsnamn. Dessutom fanns det 5 personer med efternamnet Gillis .
Namnsdag: Saknas i den svenska almanackan (1986–2000: 12 april).

## Personer med namnet Gillis
- Gillis Bildt, statsminister
- Gillis Coyet, kunglig myntmästare i Sverige på 1570-talet.
- Gillis Edenhjelm, svensk officer och landshövding för Göteborgs och Bohus län 1835–43.
- Gillis Grafström, svensk konståkare, olympisk guldmedaljör och bragdmedaljör.
- Gillis Häägg, svensk färgkonstnär som bland annat färglagt boken Ett barn blir till.

## Fiktiva personer med namnet Gillis
- Bonde Gillis, draktämjare i boken Gillis Bonde från Ham